# Křemžský potok
Křemžský potok, nazývaný též Brložský potok[zdroj?], v okolí Dobročkova Dobročkovský potok, je potok v Jihočeském kraji, levostranný přítok Vltavy. Délka toku činí 29,8 km. Plocha povodí měří 126,64 km².

## Etymologie
Podle Profouse jej pojmenovali Keltové podle divokého druhu česneku rostoucího hojně podél něj. Oppidum Třísov u soutoku s Vltavou tomu nasvědčuje. Připouští se i slovanský původ pojmenování od slova křemen, který se v potoce vyskytuje. Místní lidé nazývají potok nikoliv Křemžský, ale Křemežský potok a tohoto pojmenování používá i Schusser v níže citované monografii. Pravděpodobně první zmínkou je listina z roku 1263 (ad rivum Cremesschnj). Toto bývá ale zpochybňováno a i souvislost s česnekem se zdá být nepravděpodobná. Od jména potoka je pak odvozeno jméno pro městys Křemže.

## Průběh toku
Pramení na severozápadních svazích Chlumu ve výšce 950 m n. m. u osady Markov. U osady Dobročkov vtéká do CHKO Blanský les, na jejímž území se vlévá do Vltavy.
V Holubově se do potoka vlévá pravostranný Krasetínský potok.
V dolní části toku před ústím (ř. km 1) je vybudována jímací hráz s nádrží, z níž vede potrubí do malé vodní elektrárny Dívčí kámen.
Nad jeho soutokem s Vltavou se tyčí skalní ostroh, na němž stojí zřícenina hradu Dívčí kámen.

### Větší přítoky
- levé – Smědečský potok, Olešnice, Chmelenský potok
- pravé – Janský potok, Lhotecký potok, Chlumecký potok, Krasetínský potok

## Vodní režim
Průměrný průtok u ústí činí 0,93 m³/s.

## Mlýny
- Holubovský mlýn – Holubov, okres Český Krumlov, kulturní památka

## Příroda
Na potoce byl zaznamenán výskyt mimo jiné vydry říční (Lutra lutra),
mihule potoční a perlorodky říční.

## Galerie

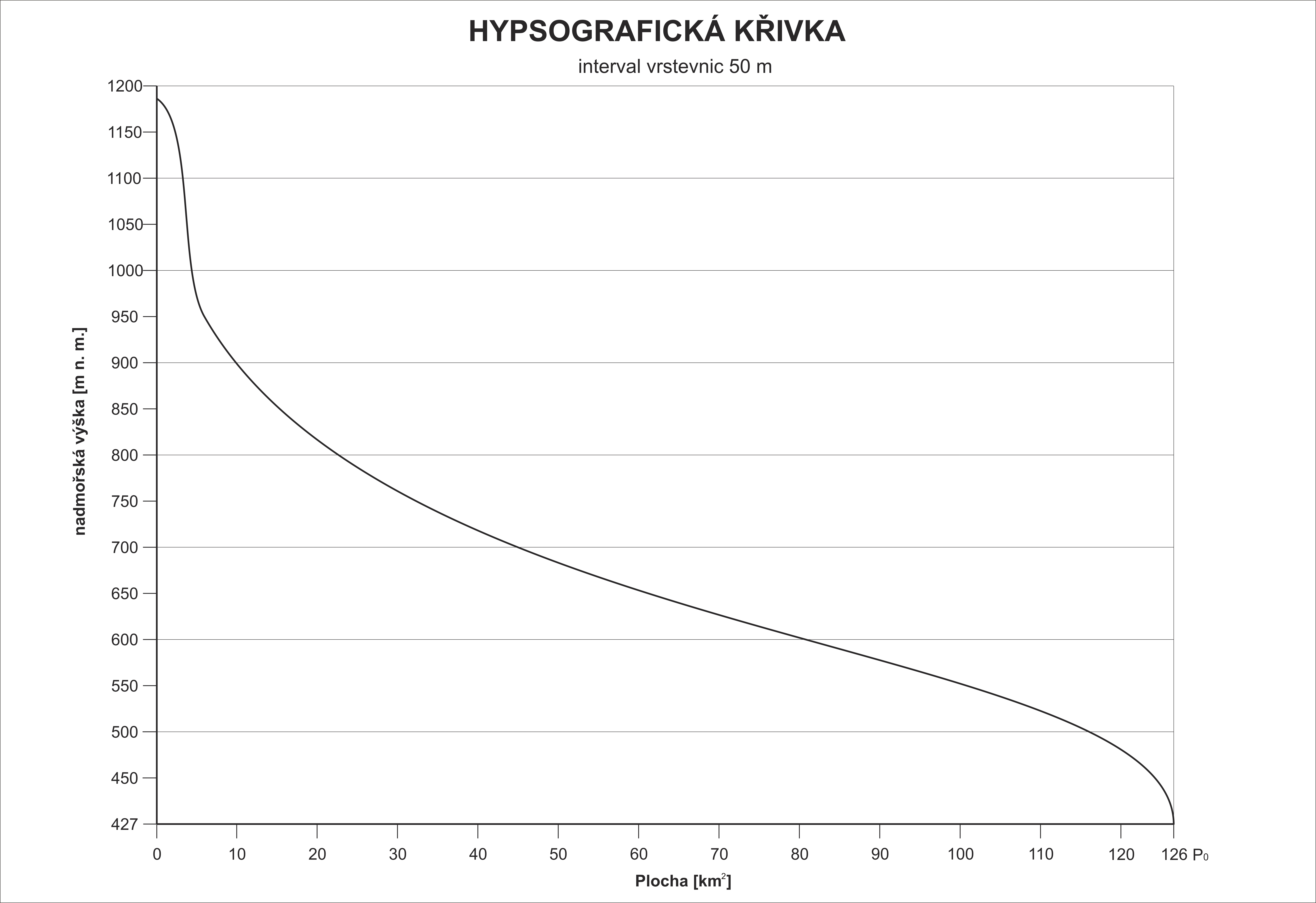
Hypsografická křivka
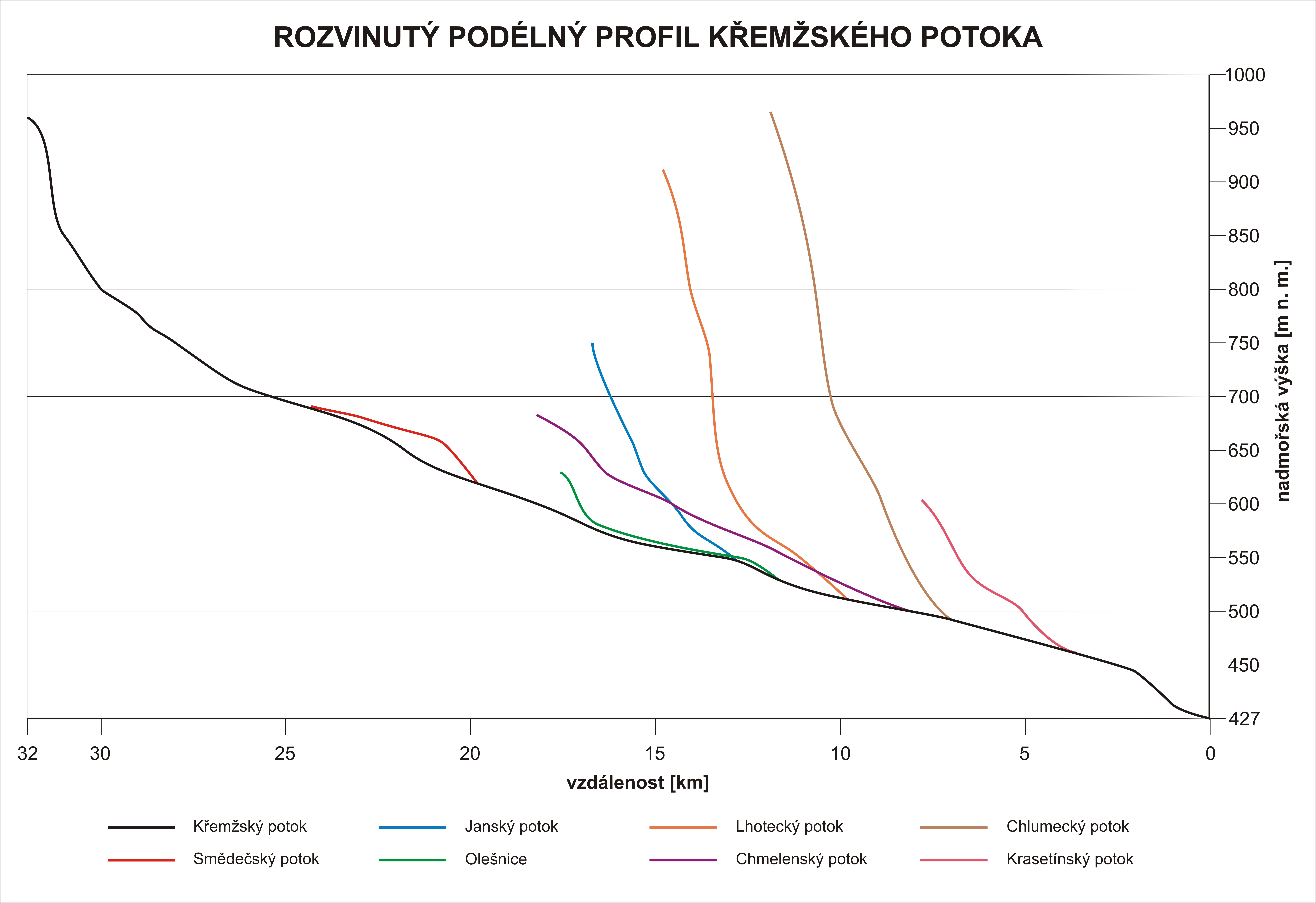
Podélný profil Křemžského potoka a přítoků